# Frankenthaler Porzellan

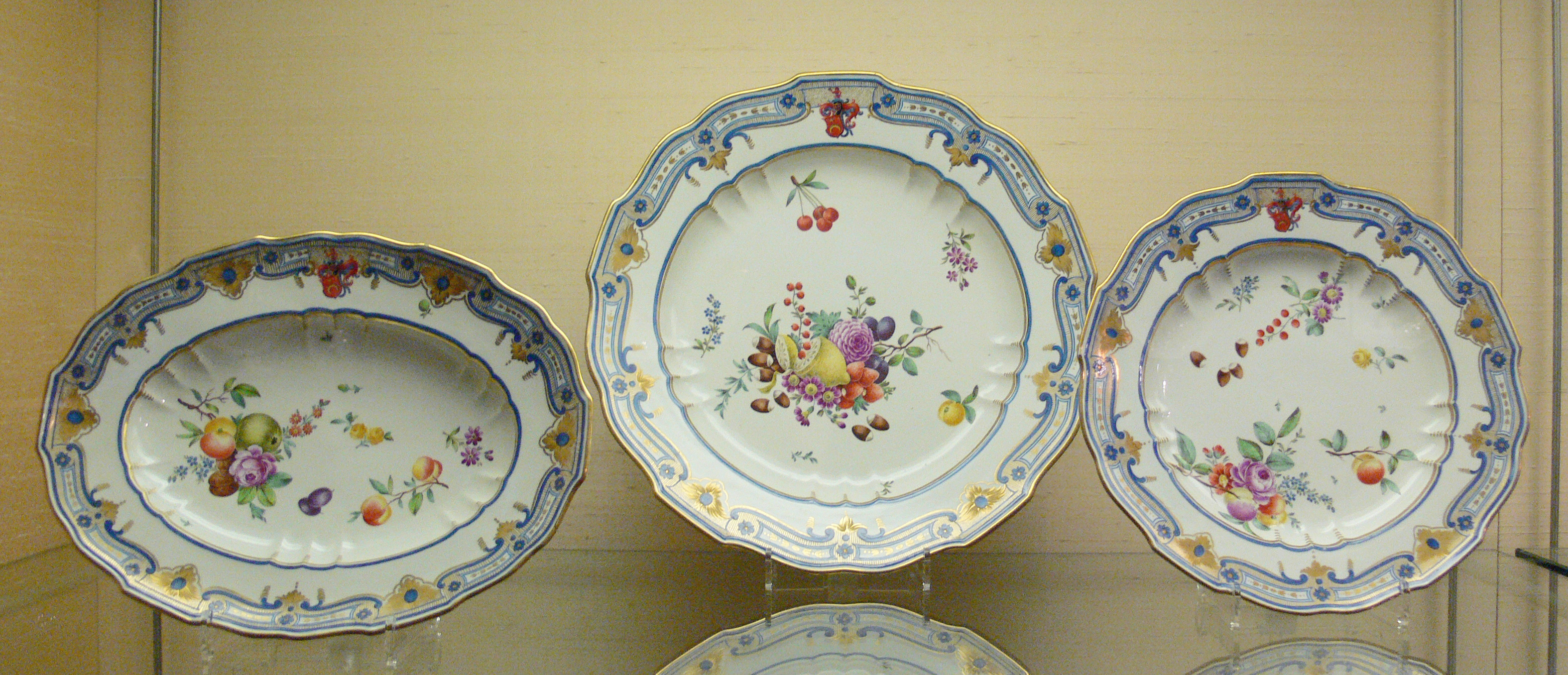
Drei Formstücke eines umfangreichen Speiseservices für Johannes von Jenner, Frankenthaler Porzellan, um 1782

Das Frankenthaler Porzellan ist Porzellan, das in der Porzellanmanufaktur im kurpfälzischen Frankenthal hergestellt wurde.

## Geschichte
Am 26. Mai 1755 erhielt der Straßburger Porzellanfabrikant Paul Hannong vom Kurfürsten Karl Theodor (Pfalz und Bayern) das Privileg eine Porzellanmanufaktur einzurichten. Er hatte bereits seit 1751 in Straßburg Porzellan produziert. Wegen der Konkurrenz zu den französischen Manufakturen verbot der französische König im Jahr 1754 die weitere Porzellanherstellung. Somit konnte Hannong mit der Produktion in der Dragonerkaserne Frankenthal unverzüglich beginnen. Sie wurde sieben Jahre lang von der Familie Hannong geleitet. 37 Jahre stand sie unter kurfürstlicher Verwaltung. Technischer Leiter war von 1762 bis 1770 Adam Bergdoll, ihm folgte Hans Simon Feylner (Feilner). In der Manufaktur waren bis zu 100 Mitarbeiter beschäftigt. Von allen großen deutschen Manufakturen weist Frankenthal damit die geringste Lebensdauer auf. Die Produktion wurde 1799 eingestellt. Der Inhaber Johann Nepomuk van Recum nahm Formen mit nach Grünstadt und eröffnete dort die spätere Steingutfabrik Grünstadt. Offizielles Ende der Manufaktur war der 27. Mai 1800 durch ein Dekret des Bayerischen Kurfürsten. In den 44 Jahren ihres Bestehens erwies sie sich aber als eine der bedeutendsten Porzellanmanufakturen in Deutschland.
Nach Verlegung des kurfürstlichen Hofes nach München und Aufgabe der Manufaktur im Jahr 1799 gelangen zahlreiche Formen an die Manufaktur Nymphenburg. Ende 19. Jahrhundert und Anfang 20. Jahrhundert wurden hier diese Formen nachproduziert. Sie sind mit der CT Marke in unterglasurblau und dem Nymphenburger Rautenschild versehen.

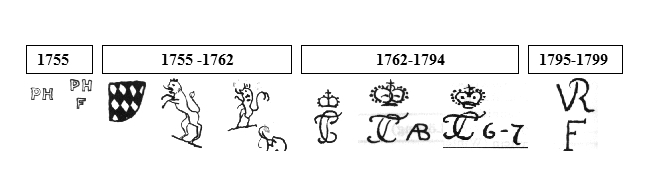
Markentafel

## Chronologie

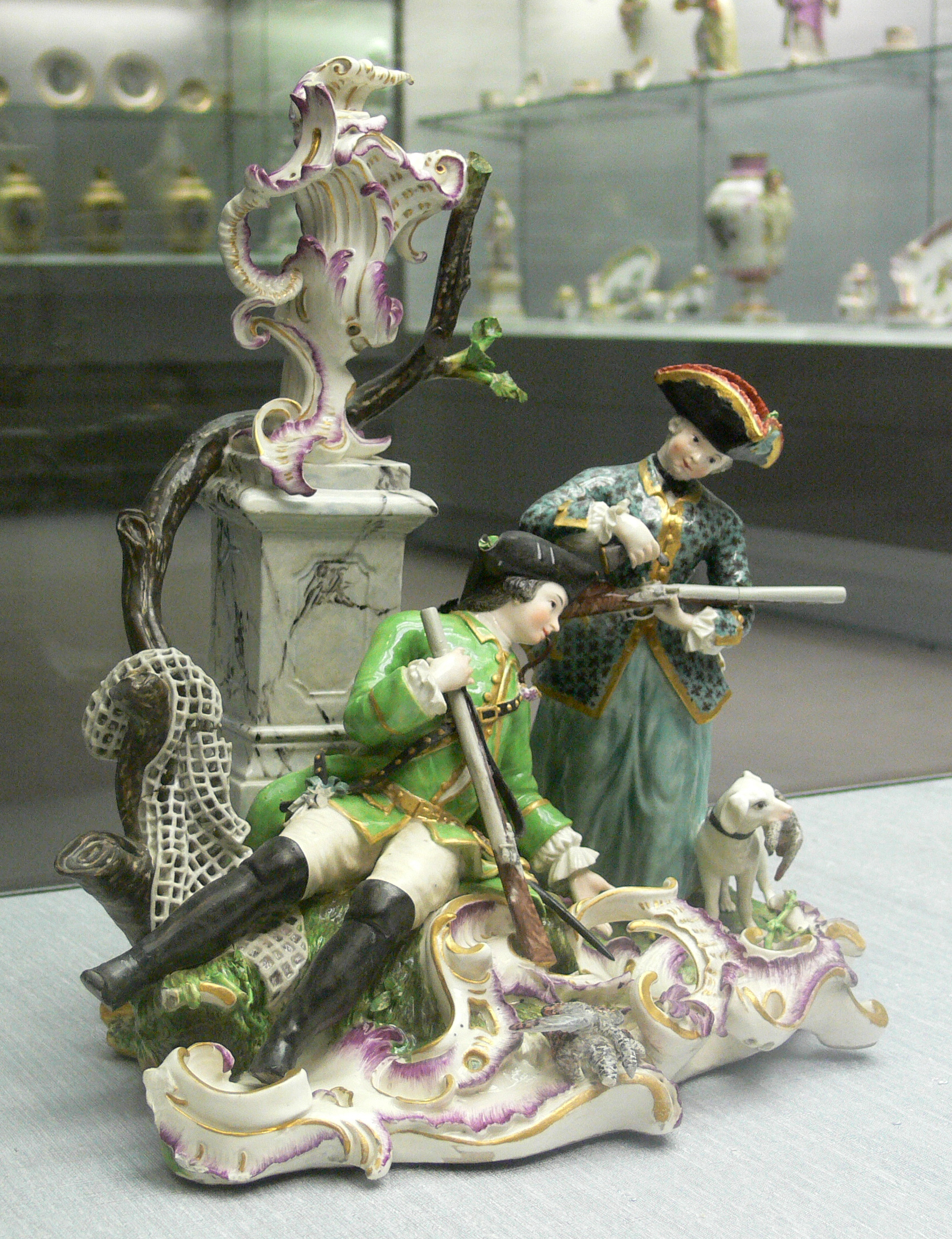
„Jagdgruppe“ von Johann Friedrich Lück, Frankenthal um 1760

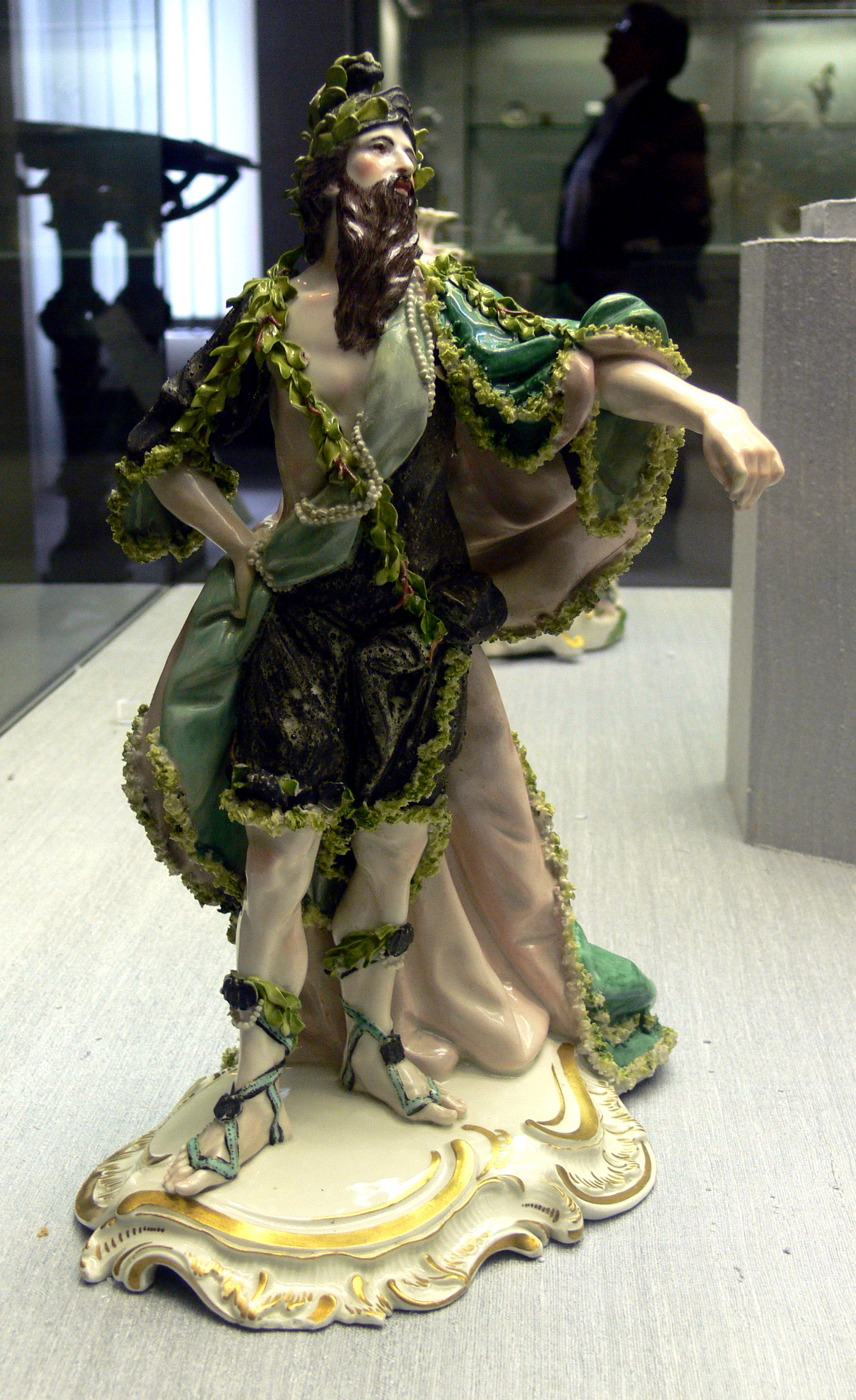
„Okeanus“ von Franz Conrad Linck, Frankenthal um 1765

- 1755: Einrichtung der privilegierten Manufaktur durch Karl Hannong in einer leerstehenden Kaserne mit Straßburger Arbeitskräften
- 1756: Besuch des Kurfürsten Carl Theodor in der Manufaktur (bereits Ware im Wert von 25.000 Gulden)
- 1757: Aufnahme von Arbeitern aus Meißen
- 1759: Errichtung einer Verkaufsfiliale in Straßburg
- 1760: Auseinandersetzungen zwischen Joseph Adam und seinem jüngeren Bruder Peter Anton Hannong über das „Arkanum“ (das geheime Produktionswissen)
- 1761: Geschäftliche Misserfolge. Vorschüsse der kurfürstlichen Generalkasse in einer Höhe, dass eine Rückzahlung nicht möglich ist
- 1762: Verkauf der Manufaktur an den Kurfürsten für 40.804 Gulden, zusätzlich 10.000 Gulden für das „Arkanum“
- 1762: Übernahme der Fabrik durch kurfürstliche Beamte
- 1762–1770: Technische Glanzzeit der Manufaktur
- 1770: Anweisung der Oberdirektion, alles Porzellan mit Jahreszahlen zu bezeichnen
- 1773: Porzellanlotterie in der Hauptstadt Mannheim
- 1774: Verwendung einheimischen Kaolins (meist Passauer Erde gemischt)
- 1775: berühmter Farbenprobeteller in London
- 1776: Magazin in Aachen, Basel, Frankfurt am Main, Livorno, Mainz, München und Nancy
- 1794: Übergabe an Peter van Recum
- 1795: erneute Übernahme als kurfürstliche Manufaktur unter Simon Feylner
- 1798: Übergabe an Johann Nepomuk van Recum
- 1799: Ende der Produktion

## Porzellanmarken

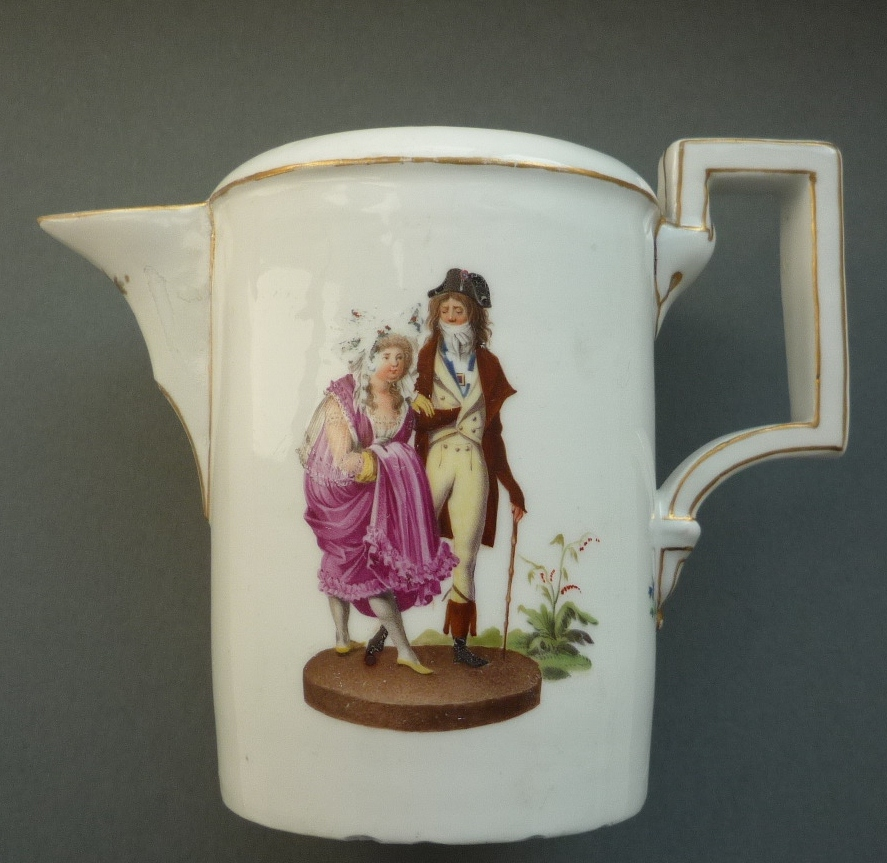
Incroyables et merveilleuses, signiert mit CT und Kurhut sowie F für Simon Feylner, Frankenthal 1797

In der Regel wurden während der gesamten Produktionsepoche die Erzeugnisse mit einer Manufakturmarke versehen. Ungemarkte Stücke sind eher die Ausnahme. Zu Anfang des Manufakturbetriebes (1755) wurden Porzellane mit gestempeltem PH oder PHF, den Initialen des ersten Fabrikanten, Paul Hannong aus Straßburg versehen. Die Kennzeichnung mit unterglasurblauer Marke begann im gleichen Jahr, zunächst mit dem Wittelsbacher Rautenschild, dann mit dem steigenden Löwen und den Namenskürzeln von Paul Hannong (PH) oder Joseph Adam Hannong (JAH). Ab 1762 wurde die Markierung mit dem Kurfürstenhut über dem Chiffre von Carl Theodor (CT Marke mit Kurhut) und Beizeichen eingeführt. Hin und wieder ist auch eine Kombination von Manufakturmarke, Beizeichen und Ritzzeichen festzustellen. Maler, Modelleure und Bossierer durften ihre Stücke signieren, sie bestehen aus einem oder mehreren Buchstaben. Bei den Beizeichen handelt es sich um Malermarken, um Jahreszahlen wie 70 – 88, 6,7,8 VIII, oder das Namenskürzel des Fabrikanten Adam Bergdoll (AB) alle in Unterglasurblau. Die Malermarken wurden manchmal auch farbig ausgeführt, z. B. in Eisenrot, Schwarz, Purpur oder Gold. Nach Übernahme der Manufaktur durch die Familie van Recum (1795) wurde die Markierung in unterglasurblauem VR oder VRF vorgenommen. Neben den Manufakturmarken wurden auch Ritzzeichen angebracht, die aus Zahlen / Buchstabenkombinationen bestehen. Es sind mittlerweile über 260 Ritzzeichen bekannt. Aus der Kombination von Ritzzeichen und der Manufakturmarke kann die Herstellung der Porzellanmasse zeitlich eingeordnet werden:
CT AB 6, 7, 8, VIII: 1766–1768
CT 6, 7, 8, VIII: 1766–1768
CT 70 bis CT 88: 1770–1788
CT zwei oder drei Punkte: 1784–1788
CT mit und ohne Beizeichen: bis 1794
PVR Pächtermarke von Peter van Recum: 1794 – November 1795
CT mit unterglasurblauem Beizeichen F für Simon Feylner: 1795 – Dezember 1797
VRF für Pächter Johann Nepomuk van Recum: 1798–1799
Die Bemalung folgte aus technischen Gründen etwa ein halbes Jahr später.

## Porzellankünstler
Zahlreiche große Porzellankünstler der Manufaktur sind durch das Buch von Anna Maus hinsichtlich ihrer Lebensdaten während der Schaffenszeit in Frankenthal namentlich bekannt. Sie hat die Daten von Mitarbeitern der Manufaktur vor allem aus Kirchenbüchern, Manufakturakten und Akten der Stadt Frankenthal zusammengestellt. Einige der Künstler sind besonders erwähnenswert:
Modelleure:
- Johann Wilhelm Lanz, Modellmeister, von 1755 bis 1761 in Frankenthal, danach mit Peter Hannong nach Paris ?
- Carl Gottlieb Lück, Modellmeister, Ausbildung in Meissen, 1758 in Höchst, 1756 bis zu seinem Tod 1776 in Frankenthal.
- Johann Friedrich Lück, Modellmeister, bis 1741 in Meissen, bis 1758 in Höchst, bis 1764 in Frankenthal. Carl Gottlieb und Johann Friedrich Lück sind Brüder, nach ihnen ist eine Straße in Frankenthal benannt. In den Höchster Akten werden sie genannt: "die zwei sächsischen Modelleure mit ihren Jungen".[3]
- Franz Conrad Linck, Modellmeister, 1762 bis 1766 Modellmeister in Frankenthal.
- Johann Peter Melchior, 1779 in Höchst, 1779 bis 1797 in Frankenthal, danach bis zum Tod in Nymphenburg
- Adam Bauer, 1777/78 Modellmeister in Frankenthal.
- Peter Anton von Verschaffelt sporadisch, 1776 bis 1780[4]

Bossierer: Darüber hinaus sind 13 Bossierer namentlich, zum Teil auch mit ihren Signaturen bekannt. Es handelt sich um Porzellanarbeiter, die Porzellane vor dem Brand aus Einzelteilen zusammensetzen und in die endgültigen Form brachten.
Maler:
- Michael Apel, ab 1755 mit Paul Hannong aus Haguenau, bis zum Tod 1785 in Frankenthal, Blumen, Tiere und Landschaften, Signatur: AP
- Andreas Oettner, 1755–1756 Wien, 1756–1757 Nymphenburg, 1759 Frankenthal, 1759–1761 Ludwigsburg, 1763-1766 Höchst, 1767–1771 Fürstenberg, danach Weesp und Wien, Schlachtenmaler[6]
- Andreas Handschuh, wohl 1755 mit Paul Hannong aus Haguenau, bis zum Tod 1789 in Frankenthal, Blaumaler, Blumen und Tiere, Signatur: HS
- Bernhard Magnus, Lehre in Höchst, ab 1762 bis zum Tod 1798 in Frankenthal, Schlachten- und ländliche Szenen. Signatur: hauptsächlich BM, BM pinxt, Bernhard Magnus
- Jakob Osterspey, 1759 bis zum Tod 1782 in Frankenthal, Putti, mythologische Szenen und Landschaften, Signatur: Os, Oc auch Osterspey
- Christian Heinrich Winterstein, bis 1762 in Höchst, dachnach bis 1789 in Frankenthal registriert, 1795 in Mannheim nach der Flucht vor Revolutionstruppen gestorben. Kauffahrtei- und Hafenszenen, Signatur: Winterstein

Anmerkung: die Liste der Signaturen hat nicht den Anspruch der Vollständigkeit. Eine umfangreiche Aufarbeitung der Maler und ihrer Signaturen findet sich bei Jarosch. Eine umfangreiche Auflistung der Maler und ihrer Signaturen findet sich auch bei Beaucamp-Markowsky.

## Sammlungen
Sammlungen Frankenthaler Porzellans befinden sich unter anderen in den Reiss-Engelhorn-Museen in Mannheim, im Kurpfälzischen Museum der Stadt Heidelberg, im Historischen Museum der Pfalz in Speyer, im Bayerischen Nationalmuseum in München, in der Großherzoglich-Hessische Porzellansammlung in Darmstadt, im Erkenbert-Museum der Stadt Frankenthal, im Museum Heylshof in Worms, im Schloss Benrath (Düsseldorf) sowie im Kunstgewerbemuseum Berlin. Werke der Gebrüder Paul und Johann Adam Hannong werden im Straßburger Kunstgewerbemuseum ausgestellt. Im Musée du pain d’épice (Lebkuchenmuseum) von Gertwiller werden ebenfalls zahlreiche Arbeiten von Paul, Joseph und Karl-Franz Hannong ausgestellt.

## Frankenthaler Formen nach der Auflösung des Produktionsbetriebes und Fälschungen
- Grünstadt: Johann Nepomuk van Recum erwarb um 1800 einen Teil der Frankenthaler Formen und verbrachte sie in seine Fayencefabrik, später Steingutfabrik, nach Grünstadt. Die Formen konnten anfangs nicht genutzt werden, die weiche Fayencemasse war dafür nicht geeignet. Mit der zwischen 1818 und 1854 hergestellten Steingutmasse wurden in Grünstadt Figuren hergestellt. Die Modelle sind nicht gemarkt.[9]
- Nymphenburg: Im Jahr 1797 wurden Frankenthaler Formen nach Mannheim gerettet und etwas später der Porzellanmanufaktur Nymphenburg überlassen. Dort wurden sie bald danach als veraltet vernichtet. Aus dem Bestand von Pfälzer Museen gelang es der Manufaktur nach 1900 Frankenthaler Formen zu erwerben. Deren Ausformungen wurden mit dem CT Monogramm oder dem steigenden Löwen, JAH Monogramm und dem Herstellungsjahr in unterglasurblau gekennzeichnet, darüber hinaus wurden die Stücke mit dem Nymphenburger Rautenschild, Modellnummer und Nummer des Formers versehen.
- Mannheim: Die Rheinische Porzellanfabrik Mannheim erwarb 1905 aus Grünstadter Beständen einige Originalformen. Die daraus entstandenen Neuausformungen wurden unterglasurblau mit der CT Marke oder dem JAH Monogramm gekennzeichnet. Die eigentliche Fabrikmarke R.P.M. wurde meist weggelassen.
- Frankenthal: Die Porzellanfabrik Friedrich Wessel stellte um 1950 Porzellane her, deren Formen von den Porzellanfabriken aus Volkstedt-Rudolstadt stammten und mit der CT Marke versehen wurden. Zum Frankenthaler Formenschatz gibt es keine Übereinstimmungen.[10]
- Paris: Die Firma Samson, Edmé et Cie Paris produzierte in der Mitte des 19. Jahrhunderts Porzellan und versah die Stücke mit der CT Marke, meist in Gold.